# San Vincenzo Valle Roveto
San Vincenzo Valle Roveto là một đô thị thuộc tỉnh L'Aquila trong vùng Abruzzo của Ý. Ý. Đô thị này có diện tích 43 km², dân số 2576 người. Các đô thị giáp ranh gồm: Balsorano, Civita d'Antino, Collelongo, Morino, Veroli (FR)